# Mary Catherine Bateson
Mary Catherine Bateson (Nueva York, Nueva York, 8 de diciembre de 1939 - Cambridge, Massachusetts, 2 de enero de 2021) fue una escritora y antropóloga cultural estadounidense. Hija de Margaret Mead y Gregory Bateson, también antropólogos.